# Тихомиров, Пётр Васильевич
Пётр Васильевич Тихомиров (1802—1831) — русский педагог-астроном и математик.

## Биография
Родился в 1802 году в семье священника. Окончил в 1823 году с золотой медалью и званием кандидата физико-математический факультет Санкт-Петербургского университета и был оставлен при нём «для исправления должности магистра», т. е. был предназначен в кандидаты для укомплектования личного состава преподавателей. В 1824 году он объявил курс о преподавании курса «по прямолинейной и сферической тригонометрии, в основу которого положено руководство Лекруа, и по аналитической геометрии, придерживаясь руководства Био». В 1829 году баллотировался в адъюнкты астрономии и был избран из девяти кандидатов так, что только он один не получил голосов против.
Широкие надежды, которые на него возлагались, были обрушены его преждевременной смертью; он умер 23 марта (4 апреля) 1831 года. Был похоронен на Смоленском православном кладбище.
Ему принадлежит несколько работ в области астрономии, из которых последний его труд, «О составлении каталога звезд», особенно замечателен по ценным формулам, относящимся к предмету. Книга охватывает обширный материал и трактует предмет весьма основательно и подробно. Также были изданы: «Арифметика на счетах…» (СПб., 1830) и «Записки из математической географии…» (СПб., 1831), предназначенное для школы топографов, где он также преподавал. Кроме этого им был сделан переводы с немецкого: «Геометрическое черчение и рисование» и «Общая физика» Баумгартена.